# Филип Вујошевић
Филип Вујошевић (Београд, 1977) српски је драмски писац и драматург.

## Биографија
Дипломирао је драматургију на Факултету драмских уметности у Београду.
Био је члан пројекта НАДА (нова драма) и групе SFW која окупља младе драмске писце. Похађао је неколико међународних курсева и радионица.
Радио је као селектор БИТЕФ-а од 2017. и у независној регионалној културној фондацији Хартефакт фонд из Београда.

## Награде
- Награде за најбољи савремени комедиографски текст (О пропасти српске радничке породице) на фестивалу „Дани комедије” у Јагодини 2002.
- Добитник Специјалне Стеријине награде за драматуршку иновативност за комад Халфлајф, 2006.
- Награду на Конкурсу Стеријиног позорја за савремени драмски текст (Драма Роналде, разуми ме), 2008. године

## Дела
- Дан Џ, 22.06.2001, Београд, Београдско драмско позориште[4]
- Поручник са Иншимора, 21.01.2005, Београд, Народно позориште[4]
- ХАЛФЛАЈФ, 26.12.2005, Београд, Атеље 212[4]
- Седам, 26.12.2005, Крагујевац, Књажевско-српски театар[4]
- Конац дело краси, 20.12.2007, Београд, Позориште „Душко Радовић” Београд[4]
- Ејмин поглед, 22.03.2008, Београд, Атеље 212[4]
- Роналде, разуми ме, (2009, Народно позориште у Београду)[1]
- Хамлет Хамлет Еуротрасх (2008, Позориште на Теразијама)[1]
- Факе Порно (група аутора, Битеф театар, 2005)[1]
- Дан Џ (БДП, 2002)[1]
- Гозба[5]
- Шумадија[6]
- Живот стоји, живот иде даље[6][7]
- Жабе у врелој води[6]
- Eurotrash[6]
- Јутро ће променити све, један од сценариста